# Luis Pujols
Pour les articles homonymes, voir Pujols.
Luis Bienvenido Pujols Toribio (né le 18 novembre 1955 à Santiago de los Caballeros, Santiago, République dominicaine) est un ancien joueur de baseball devenu instructeur. 
Comme joueur, Pujols évolue à la position de receveur dans la Ligue majeure de baseball de 1977 à 1985, jouant 311 des 315 matchs de sa carrière avec les Astros de Houston. Il est par la suite instructeur, notamment avec les Expos de Montréal, les Giants de San Francisco et l'équipe nationale dominicaine. En 2002, il est gérant des Tigers de Détroit.

## Carrière de joueur
Luis Pujols signe son premier contrat professionnel avec les Astros de Houston de la MLB en 1973. Il fait ses débuts dans le baseball majeur le 22 septembre 1977 et dispute 311 matchs pour les Astros, quittant le club après la saison 1983. Habituellement receveur substitut, il joue davantage en 1980 avec un total de 78 matchs comme remplaçant d'Alan Ashby. Il est le receveur des Astros durant la Série de championnat de la Ligue nationale de 1980 que les Astros perdent face aux Phillies de Philadelphie. Pujols reçoit trois buts-sur-balles durant cette série et frappe un triple contre Steve Carlton dans le quatrième match. Il apparaît aussi dans deux des cinq rencontres de la Série de divisions de 1981 que les Astros perdent aux mains des Dodgers de Los Angeles. Frappeur de ,193 en carrière, Pujols affiche ses plus hauts totaux de coups sûrs (44) et de points produits (20) en 1980 et de coups de circuit (4) en 1982, et présente en 1981 sa moyenne au bâton (,239) la plus élevée.
Échangé aux Royals de Kansas City vers la fin de la saison 1984 après avoir passé toute la saison en ligues mineures, il apparaît dans quatre matchs de son nouveau club. Il joue son dernier match en Ligue majeure le 22 mai 1985, lors de sa seule partie avec les Rangers du Texas.
En 9 ans, Luis Pujols dispute 316 matchs dans le baseball majeur, dont 311 pour Houston. Sa moyenne au bâton s'élève à ,193. Il compte 164 coups sûrs, dont 27 doubles, 6 triples et 6 circuits, avec 50 points marqués, 81 points produits et un but volé.

## Carrière d'instructeur

### Expos de Montréal
En 1993, Luis Pujols devient instructeur de premier but des Expos de Montréal, alors dirigé par Felipe Alou. C'est le début d'une longue association entre les deux compatriotes, qui travailleront ensemble avec 3 clubs des majeures ainsi qu'avec l'équipe de baseball de leur pays. Instructeur au premier but jusqu'en 1999, Pujols est instructeur de banc aux côtés d'Alou en 2000 mais est congédié le 21 juillet en compagnie de l'instructeur des lanceurs Bobby Cuellar, pour être remplacé dans son rôle par Jeff Cox.

### Tigers de Détroit
Pujols passe aux Tigers de Détroit en 2001 et est manager de leur club-école de niveau Double-A, les SeaWolves d'Érié dans la Ligue Eastern. En 2002, il est nommé instructeur de banc auprès du gérant des Tigers Phil Garner. Ce dernier est cependant congédié après seulement six matchs, tous perdus par l'équipe. Pujols est alors nommé gérant. Il signe un contrat d'un an qui en fait officiellement le gérant des Tigers et il engage immédiatement Felipe Alou pour être son adjoint sur le banc,. 
Détroit perd ses six premiers matchs après le changement de direction. Pujols savoure sa première victoire le 16 avril sur les Devil Rays de Tampa Bay. Le 25 juillet 2002, Détroit visite les Royals de Kansas City dirigés par Tony Peña : c'est la première fois de l'histoire des majeures que deux clubs dirigés par des Dominicains se font face. Mais les Tigers, qui ne connaissent pas une seule saison gagnante de 1994 à 2005, traversent les années les plus difficiles de leur franchise. Ils terminent la saison 2002 avec seulement 55 victoires et 106 défaites, la pire fiche des majeures. Les 55 gains sont remportés sous les ordres de Pujols, qui assiste à 100 défaites de ses joueurs. Pujols est congédié après la saison. Il cède sa place à Alan Trammell, qui dirigera à Détroit l'un des pires clubs de l'histoire du baseball en 2003.

### Giants de San Francisco
Felipe Alou est nommé gérant des Giants de San Francisco pour 2003. Luis Pujols est l'instructeur de premier but du club jusqu'en 2006.

### Astros de Houston
En 2008 et 2009, Luis Pujols est à nouveau manager dans les ligues mineures, cette fois dans la Ligue du Texas pour les Hooks de Corpus Christi, un club-école AA des Astros de Houston dans la South Atlantic League.

### Équipe de République dominicaine
Luis Pujols fait partie du personnel d'instructeurs de l'équipe de République dominicaine dirigée par Alou à la Classique mondiale de baseball 2009.

### Orioles de Baltimore
En 2013, Luis Pujols est gérant des Shorebirds de Delmarva, un club-école de niveau A des Orioles de Baltimore dans la South Atlantic League.